# إفناء إلكترون-بوزيترون

مخطط فاينمان لإفناء إلكترون ونقيض الإلكترون.

إفناء إلكترون-بوزيترون في الفيزياء (بالإنجليزية:Electron–positron annihilation) هي عملية تحدث عند اصطدام إلكترون ببوزيترون «والذي يعتبر مضاد للإلكترون أو نقيض الإلكترون». ويحدث هذا حتى لو كان الاثنان في حالة استقرار. فإنهما يدمران بعضهما البعض عند التلامس وينتج من ذلك 2 فوتون من أشعة غاما ولكل منهما طاقة قدرها 511 KeV تنبعث في اتجاهين متعاكسين. ولو كان الإلكترون والبوزيترون يتحركان بسرعتين مختلفتين قبل التصادم، فإن طاقة الفوتونين المنبعثة ستكون متساوية ومجموعهما مساويا لمجموع كتلة السكون للإلكترون + طاقة حركته + كتلة السكون للبوزيترون + طاقة حركته. وهذا يتفق مع قانوني انحفاظ الطاقة وانحفاظ كمية الحركة.
وبالعكس فقد يحدث العكس كما في ظاهرة الإنتاج الزوجي. فالفوتون الذي له طاقة كافية، فوق 1.022 مليون إلكترون فولت (MeV)، يمكن أن ينتج إلكترونا وبوزيترونا حيث تكفي طاقته للتحول إلى هاذين الجسيمين وكل منهما ذو كتلة سكون مقدارها 0.511 (MeV/c2). وعندما تكون طاقة شعاع غاما أكبر يمكن أن يكون هناك طاقة كافية لإنتاج بوزون-Z.

## معادلة التفاعل
e−
 + 
e+
 → 
γ
 + 
γ

كما هو موضح ينتج عن تفاعل «أو إفناء» إلكترون ونقيض الإلكترون شعاعين من أشعة غاما متساويين في الطاقة. تلك العملية لا بد وأن تتطبق مع عدة قوانين للانحفاظ:
- انحفاظ الشحنة الكهربائية. الشحنة الكلية قبل التفاعل وبعده متساويتان وهما مساويتان للصفر.
- انحفاظ كمية الحركة وانحفاظ الطاقة ويمنع قانون انحفاظ كمية الحركة تكون شعاعا واحدا من أشعة غاما كنتيجة للتفاعل. ولكن يمكن أن يحدث ذلك بشرط أن يكون التفاعل بالقرب من جسيم ثالث - مثل نواة ذرية - تقوم بالتقاط جزء من زخم الحركة بحيث يحترم قانون انحفاظ كمية الحركة. أي تتوزع كمية الحركة على شعاع غاما الناتج وعلى النواة الذرية.
- انحفاظ الزخم الزاوي.

ومن الممكن أن يصطدم الإكترون بالبوزيترون من دون «إفناء بعضهما البعض» فيما يسمى «التصادم المرن».

## حالة الطاقة المرتفعة
إذا امتلك الإلكترون أو البوزيترون أو كل منهما طاقة حركة عالية، فيمكن أن تنشأ جسيمات أخرى أثقل منهما، مثل ميسونات-دي حيث تكفي مجموع حركتي الإلكترون والبوزيترون لإنتاج كتلة السكون لجسيمين من ميسون-دي. كما يمكن التحول مباشرة إلى إنتاج شعاعين غاما (فوتونين) فيكونان ذوي طاقة عالية، إذ تنقسم الطاقة الكلية للإلكترون والبوزيترون بينهما.
نجح العلماء باستخدام معجلات الجسيمات في إنتاج «إفناء» إلكترون وبوزيترون ذوي طاقة عالية تكفي لإنتاج زوجا من بوزون 
W+
 وبوزون 
W−
، وهما جسيمان ثقيلان. وكان أثقل جسيم تكون منفردا هو بوزون-زد (بوزون 
Z
). وقد اجتمع علماء من الشرق والغرب وقاموا ببناء مصادم الهادرونات الكبير بغرض إنتاج بوزون هيغز بهذه الطريقة.
قامت المنظمة الأوروبية للأبحاث النووية ببنائه بالقرب من جينيف على الحدود بين فرنسا وسويسرا وهو يعتبر الآن أكبر معجل جسيمات في العالم.

### كيفية تكون أزواج الفوتونات
يجب الأخذ في الاعتبار نقطة مهمة عند النظر لتكون الفوتونات نتيجة لعملية الإفناءإلكترون_بوزيترون، وهي أن الفوتونين الناتجين لا بد وان تكونا 2 على الأقل حيث انهما جسيمات لا كتلة لها. مما يعنى أن حاصل عزمها الرباعي يساوى صفر. ولو أنه هناك 2 فوتون بتحركان في اتجاهين مختلفين فإن عزمها الرباعي يتم إضافته قبل أخذ محصلته، وعلى هذا فإن أحدهما ينتهى بعزم رباعى موجب. وهذا العزم الرباعى يجب أن يكون مثل العزم الرباعى الناتج من تصادم الإلكترون والبوزيترون.
وعكس العملية السابقة تسمى الإنتاج الزوجي. في الإنتاج الزوجي يتحلل شعاع غاما مكونا 1 إلكترون و 1 بوزيترون. ونظرا لأن كتلة السكون للإلكترون وكتلة السكون للبوزيترون متساويتان وتبلغ كل منهما 511 و0 مليون إلكترون فولت فيتضح أن شعاع غاما لا بد وأن تكون طاقته 022 و1 مليون إلكترون فولت على الأقل لكي ينتج إلكترونا وبوزيترونا. في تلك الحالة تكون سرعة الإلكترون والبوزيترون الناتجين صغيرة جدا جدا. أما إذا كانت طاقة شعاع غاما أعلى من 022 و1 مليون إلكترون فولت فإن فائض تكون كتلة السكون للإلكترون وكتلة السكون للبوزيترون توزع بينهما بالتساوي في هيئة طاقة حركة.
فمثلا إذا كانت طاقة شعاع غاما تبلغ 422 و1 مليون إلكترون فولت فتستهلك منها 022 و1 مليون إلكترون فولت لإنتاج 1 إلكترون و 1 بوزيترون، كل منهما ذو كتلة سكون تبلغ 511 و0 مليون إلكترون فولت. والباقي من طاقة شعاع غاما يتوزع عليهما بالتساوي فيحمل كل منهما 200 و0 مليون إلكترون فولت كطاقة حركة. هذا ما يمليه قانون بقاء الطاقة وقانون انحفاظ كمية الحركة.
كذلك يمكن أن تحدث عملية الإفناء للبروتون ومضاد البروتون antiproton، وتكون نتيجة التفاعل إنتاج 2 من الفوتونات، كل واحد منهما له طاقة 938 MeV. وإذا كانت طاقة البروتون ومضاد البروتون أعلى من 2. MeV 1876 = 938، تتوزع الطاقة بين الفوتونين الناتجين بالتساوي.

## راجع أيضا
- إفناء
- إنتاج زوجي
- قائمة الجسيمات
- نظرية النموذج العياري
- إنتاج زوجي
- مصادم الهدرونات الكبير
- المنظمة الأوروبية للأبحاث النووية
- الطيف الإلكترومغناطيسي